# رالف ميلر (لاعب كرة سلة)
رالف ميلر (بالإنجليزية: Ralph Miller) (9 مارس 1919 في الولايات المتحدة - 15 مايو 2001 في الولايات المتحدة) هو مدرب كرة سلة ولاعب كرة قدم أمريكية ولاعب كرة سلة أمريكي في مركز ظهير ربعي. لعب مع Kansas Jayhawks ‏.

## وصلات خارجية
- رالف ميلر على موقع قاعة المشاهير الجامعة الوطنية لكرة السلة (الإنجليزية)
- رالف ميلر على موقع كلية كرة السلة في سبورتس رفرنس.كوم (الإنجليزية)
- رالف ميلر على موقع قاعة كنساس للمشاهير الرياضية (مؤرشف) (الإنجليزية)